# Birdova hra
Birdova hra, (v angličtině často nazývané taky Dutch Attack tj. holandský útok) je šachové zahájení charakterizované tahem 1. f4. Mezinárodní šachová klasifikace mu přisuzuje kódy A02 (černý odpovídá jinak než d5) a A03 (černý odpovídá d5).
Některé z následných tahů mohou vést k holandské obraně s obrácenými barvami.

## Obvyklé varianty

### A02
- 1. … g6 (tzv. moderní obrana, do jisté míry se podobá Pircově obraně)
- 1. … e5 (Fromův gambit), bílý oběť buďto přijme (2. fxe5), nebo tahem 2. e4 přejde do královského gambitu)
- 1. … f5

### A03
1. … d5 (nejobvyklejší odpověď na f4. Bílý zde obvykle volí „holandskou“ pěšcovou výstavbu a umístění střelce na b2)

## Historie
Zahájení zmínil Luis Ramirez de Lucena v knize Repetición de Amores y Arte de Ajedrez con Cien Juegos de Partido zveřejněné v roce 1497. Občas ho hrál i La Bourdonnais a Elijah Williams.
Zahájení hrál velmi rád Angličan Henry Edward Bird (1830-1908); poprvé ho zahrál v roce 1855 a hrál ho rád dalších 40 let ze svojí padesátileté kariéry a bylo po něm nakonec pojmenováno.